# 中央廣播電臺鹿港分臺
中央廣播電臺鹿港分臺，為彰化縣鹿港鎮的電台設施，為中央廣播電台的各分台中規模最大者，占地約7.3公頃，電台內發射鐵塔為鹿港地標之一。2018年，中央廣播電臺鹿港分臺與其周遭設施，共同登錄為文化景觀—中央廣播電臺鹿港分臺暨周遭廣播設施地景文化景觀，部分區域開放參觀。

## 簡介

### 中央廣播電台
- 1928年，中央廣播電台於成立於中國南京。
- 1949年，隨中國國民黨來台，更名為「中國廣播公司」。
- 1980年，改隸國防部。
- 1998年，脫離國防部，和中國廣播公司海外部合併，更名為「財團法人中央廣播電台」。

### 鹿港分台
因過去隸屬國防部，鹿港分台曾有憲兵駐守，且在電台外有護城河。以前全天24小時對中國播送電波，發射機功率是亞洲第一，也是台灣首座室內型變電所及特殊的自立式四塔定向天線及護城河與哨所。
鹿港分台的軍事文化景觀，護城河、電塔、冷卻池與哨亭等設施呈現人類與自然環境互動的定著地景；土地疑延續日本時代軍事地景（鹿港飛行場），後為美軍冷戰時期特殊軍事技術地景，設施與建築全台罕見；建築及景觀呈現冷戰時期歷史，有高度時代價值，尤其地景就能反映當時狀況與環境。

## 建築特色
鹿港分台的基地包括電台、中流新莊宿舍區，和兩個發射台。開放空間完整，並有許多大型植栽，以及周圍的護城河道。電台機房為地下一層地上兩層建築物，前庭有3座圓形造型噴水池，中央水池為5瓣梅花造型。